# Khakhjab Dordže
Khakhjab Dordže (1871 - 1922) byl 15. karmapa školy Karma Kagjü, jedné ze škol tibetského buddhismu.
Narodil se v tibetské provincii Cang. Jakmile přišel na svět, podle legendy vyslovil mantru Óm mani padmé húm. V pěti letech už uměl číst posvátné texty. Když mu byla předána nauka Kagjü, cestoval jako učitel po Tibetu. Z jeho doby se nám zachovalo mnoho textů, jelikož je dal patnáctý karmapa znovu vytisknout.
Měl mnoho známých žáků jako např. Situ Päma Wangčhug Gjalpo či Džamgön Paldän Khjence Ösel.